# 시티 오브 맨체스터 스타디움
에티하드 스타디움(Etihad Stadium), 시티 오브 맨체스터 스타디움(City of Manchester Stadium, 약어로 COMS, 별칭은 이스트랜즈)는 잉글랜드 맨체스터에 위치한 맨체스터 시티 FC의 홈 구장이다.
처음에는 맨체스터의 2000년 하계 올림픽 유치를 위해 설계되었으며, 2002년 코먼웰스 게임 개최를 위해 건설되었다. 건설 비용은 1억 1,000만 £였다. 맨체스터 시티 FC는 2003년에 250년간의 임대 계약을 맺고서는 메인 로드에서 이곳으로 홈 구장을 옮겼다.
이 경기장은 단지(bowl) 모양이다. 경기장 전체 둘레로는 2개 층(two-tier) 관중석이 설치되어 있으며, 양측에는 그 위로 제 3층 관중석이 올라가 있다. 2007년 6월 23일 현재, 영국에서 10번째로 규모가 큰 경기장이며, 프리미어리그 내에서는 5번째로 규모가 큰 스타디움이다. 총 수용인원은 47,726명이었으나 증축으로 2015년 8월 현재 55,097으로 확장되었다. 2006년 1월 4일 이 경기장에서 2008년 UEFA 컵 결승전을 치를 것이라고 언론에 발표되었다.
2012년, 에티하드 항공으로부터 구장 명칭 사용권 계약을 체결하면서 시티 오브 맨체스터 스타디움(City of Manchester Stadium)에서 에티하드 스타디움(ETIHAD Stadium)으로 10년간 사용된다.

## 역사

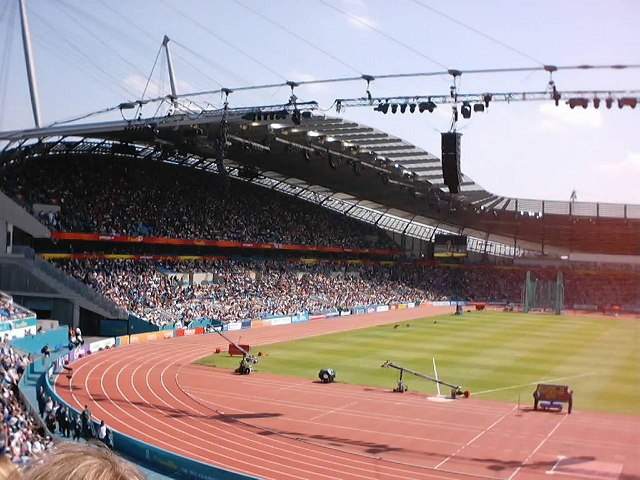
2002년 코먼웰스 게임을 치를 무렵의 이스트랜즈

처음에는 맨체스터 시의회는 2000년 하계 올림픽 유치를 위해 동부 맨체스터(East Manchester)에 스타디움을 지을 계획을 세웠었다. 8만여 석 규모의 스타디움을 "이스트랜즈"(Eastlands)라고 흔히 불리던 브라운필드 랜드(기개발지역) 지역에 지을 계획이었다. 하지만 1993년 10월 오스트레일리아의 시드니가 2000년 하계 올림픽을 개최하기로 결정하면서 이 계획은 무산되었다.
맨체스터가 2002년 코먼웰스 게임 유치에는 성공하면서 맨체스터 시의회는 대회 주경기장을 설치하기로 결정했다. 1996년에는 국립 경기장 자격을 부여받고 또한 그에 대한 정부 보조금을 받기 위해 웸블리 스타디움과 경쟁을 벌였지만, 정부 보조금은 웸블리 스타디움을 재개발하는 데 쓰이고 말았다.

## 같이 보기
- 맨체스터 시티 FC
- 하이드 로드
- 메인 로드